# かずはじめ
かず はじめ（1971年9月19日 - ）は、日本の元女性漫画家。東京都出身、神奈川県育ち。

## 来歴
集英社の『週刊少年ジャンプ』で行われていた新人賞「ホップ☆ステップ賞」の第96回（1993年19号で発表）で投稿作『TWIN SPIRITS』が最終候補（得点順4位）となる。
1994年、『週刊少年ジャンプ・特別増刊スプリングスペシャル』に掲載の読切作品『MIND ASSASSIN』でデビュー。代表作『MIND ASSASSIN』『明稜帝梧桐勢十郎』等を『週刊少年ジャンプ』ならびに『月刊少年ジャンプ』に発表。
シャープな線で組み立てられる透明感を持った絵柄が特徴的。
『Luck Stealer』の連載終了後は新作を発表しておらず、2018年に発売されたジャンプ50周年号では少年ジャンプ+で新作の準備中とコメントしていたが、2023年現在も何の動きもない状態となっている。かずが運営するブログおよびサイトも2012年2月を最後に更新が途絶え、2023年時点ではどちらも閉鎖されており事実上の引退状態にある。

## 作品
MIND ASSASSIN（マインドアサシン）
デビュー作。『週刊少年ジャンプ』1994年52号-1995年29号。全27話、単行本全5巻。ナチス・ドイツに生み出された精神を破壊する超能力者「マインドアサシン」の末裔である医師「奥森かずい」は、殺人のための能力を嫌悪しつつも人々の心を救うために奮戦する。ストーリーは未完となっている。
明稜帝 梧桐勢十郎（めいりょうてい ごとうせいじゅうろう）
『週刊少年ジャンプ』1997年52号-1999年52号。全95話、単行本全10巻。集英社文庫版は全6巻。明稜高校を支配し「明稜帝」と恐れられる残忍で狂暴な生徒会長・梧桐勢十郎と、彼の周囲に巻き起こるトラブルを描く。読者の視点に近い立場の気弱な書記・青木速太は、梧桐の思慮も情も深い真実の顔を知り、その横暴な行動に振り回されながらも慕っている。2年に渡る長期連載となった。
鴉MAN（からすマン）
『週刊少年ジャンプ』2001年24号-同年40号。全16話、単行本全2巻。治安の悪化により凶悪犯罪が横行する近未来（西暦2050年）の東京を舞台としたヒーローアクション。驚異的身体能力を持った少年強盗ジュウトは、超法規的機関 "SHREC" に捕らえられ「鴉MAN」として犯罪組織と戦うことになる。初めは強要されて動いていたジュウトだが、やがて正義に目覚めてゆく。
神奈川磯南風天組（かながわいそなん ふうてんぐみ）
『週刊少年ジャンプ』2003年31号-同年51号。全18話、単行本全2巻。神奈川県沿岸の磯山南中学。そこで最強コンビ「風天組」として恐れられる風間・天堂寺の二人は、束縛を嫌い女の敵を憎む自由人である。喧嘩と軟派とバイトに明け暮れる風天組の日々を綴った作品。短期連載に終わった。
Luck Stealer（ラックスティーラー）
『ジャンプスクエア』2007年12月号-2012年2月号。単行本全10巻。
読切作品として『赤マルジャンプ』2005年WINTER号と、『ジャンプ the REVOLUTION!』 2005の二度掲載され、2007年11月2日より新創刊された月刊誌『ジャンプスクエア』にて連載を開始。

### 読切作品
以下の作品は短編集単行本『UNIFY』『UNIFY secondgeneration』および集英社コミック文庫『かずはじめ作品集』に収録。
- 遊天使 - 『週刊少年ジャンプ』1996年29号。
- 外道 - 『週刊少年ジャンプ』1996年3-4合併号。
- 0-Game（ラブ・ゲーム） - 『赤マルジャンプ』1999年WINTER号。
- Juto -ジュウト- - 週刊少年ジャンプ2000年21-22合併号。
- 風嵐童子 - 『赤マルジャンプ』2001年WINTER号。
- 鬼導師 仙道寺八紘 - 『週刊少年ジャンプ』2002年37-38合併号。
- LuckStealer（読切版） - 『赤マルジャンプ』2004年WINTER号。
- 不思議島のキオ - 『ジャンプ the REVOLUTION』2006年。

## アシスタント
- 許斐剛
- 西公平

## 関連人物
- 瓶子吉久